# Bimorejo
Bimorejo is een bestuurslaag in het regentschap Banyuwangi van de provincie Oost-Java, Indonesië. Bimorejo telt 3925 inwoners (volkstelling 2010).